# Paravoca
Paravoca es un género de arañas araneomorfas de la familia Amaurobiidae. Se encuentra en Nueva Zelanda.

## Especies
Según The World Spider Catalog 12.0:
- Paravoca opaca Forster & Wilton, 1973
- Paravoca otagoensis Forster & Wilton, 1973